# Лазерна інтерферометрична гравітаційно-хвильова обсерваторія
Лазерна інтерферометрична гравітаційно-хвильова обсерваторія (ЛІГО) (англ. Laser Interferometer Gravitational-Wave Observatory, LIGO) — проєкт, запропонований у 1992 році Кіпом Торном і Рональдом Древером з Каліфорнійського технологічного інституту та Райнером Вайсом з Массачусетського технологічного інституту. Проєкт фінансується американським Національним науковим фондом. На створення лабораторії було витрачено 365 000 000 доларів, цей проєкт є найамбітнішим серед усіх, що коли-небудь фінансувалися фондом. Міжнародна наукова спільнота Лазерної інтерферометричної гравітаційно-хвильової обсерваторії є колективом дослідників, що зростає з кожним роком: близько 40 науково-дослідних інститутів і 600 вчених, що працюють над аналізом даних, які надходять з ЛІГО й інших обсерваторій.

## Цілі і завдання
Головне завдання LIGO — експериментальне виявлення гравітаційних хвиль космічного походження. Ці хвилі вперше були передбачені в загальній теорії відносності Альберта Ейнштейна в 1916 році, коли ще не існувало технологій, необхідних для їх виявлення. Вперше непрямі свідчення на користь їхнього існування були отримані Расселлом Галсом та Джозефом Тейлором при вивченні пульсара PSR B1913+16. За відкриття гіпотетичної втрати пульсаром енергії на випромінювання гравітаційних хвиль, вчені були нагороджені Нобелівською премією з фізики за 1993 рік.
У серпні 2002 року обсерваторія LIGO почала безпосередній пошук доказів існування гравітаційних хвиль. Їх можна спостерігати в подвійних системах (зіткнення і взаємодії нейтронних зірок та чорних дір), при вибухах наднових зірок, поблизу пульсарів і в залишках гравітаційного випромінювання, породженого Великим вибухом. Теоретично обсерваторія може досліджувати і такі гіпотетичні явища як космічні струни та границі доменів (англ. Domain wall, кордони, що розділяють регіони двох можливих мінімумів потенціальної енергії (вакууму)).
Обсерваторія бере участь в проєкті Einstein@Home.

## Обсерваторії

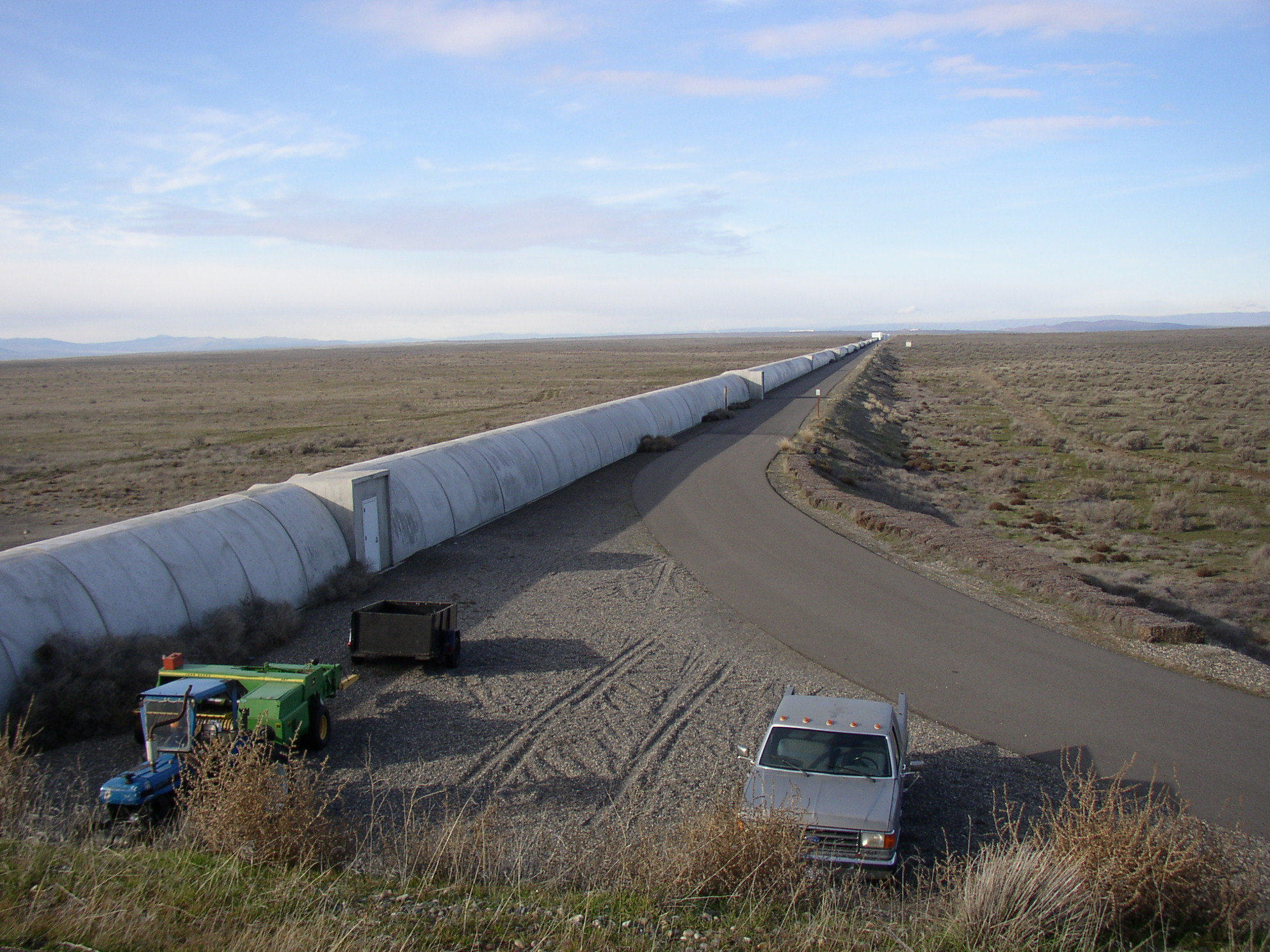
Південний детектор (х-рукав) інтерферометра в Генфорді

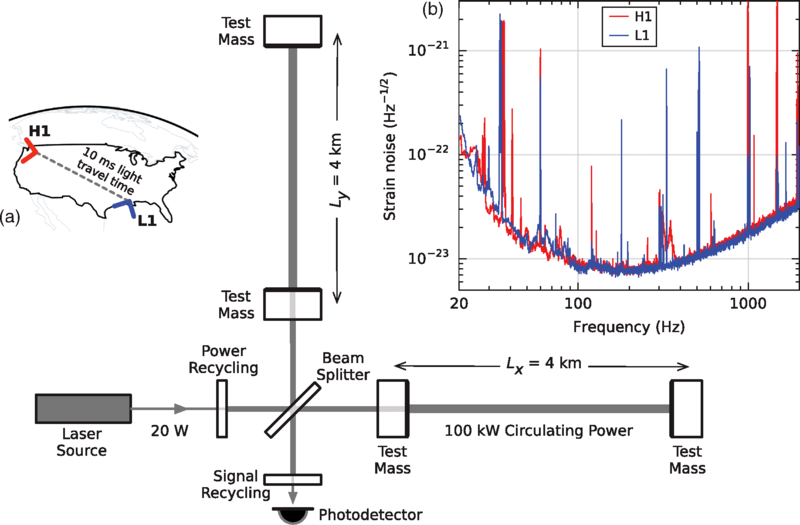
Принцип детектування. Фактичні дані на 2015 рік.

LIGO складається з двох обсерваторій: в Лівінгстоні (штат Луїзіана) і в Генфорді (штат Вашингтон), віддалених одна від одної на 3002 кілометри. Оскільки швидкість поширення гравітаційних хвиль, як очікують, дорівнює швидкості світла, ця відстань дає різницю в 10 мілісекунд, яка дозволить визначити напрям на джерело зареєстрованного сигналу.
Основний елемент кожної обсерваторії — Г-подібна система, яка складається з двох чотирикілометрових плечей з високим вакуумом всередині. Всередині такої системи установлюється модифікованний інтерферометр Майкельсона, в кожному з плече́й якого завдяки додатковим дзеркалам з кварцевого скла утворюються резонатори Фабрі-Перо, ці дзеркала на особливому підвісі є пробними масами, відстань між якими змінює гравітаційна хвиля. Вона збільшує одне плече і одночасно скорочує друге.
Промінь лазера спочатку проходить через односторонє дзеркало, яке пропускає промінь від лазера і відбиває промінь, який повертається з інтерферометра, таким чином являючись рециркулятором потужності і дозволяючи замість 750-кіловатного лазера використовувати 200-ватний. Пізніше промінь входить в інтерферометр і розділюється світлоподільником на два промені, кожний з яких скеровується у відповідне плече інтерферометра і проходить резонатор Фабрі-Перо близько 280 разів, багаторазово відображаючись на кінці і на початку плеча, що значно підвищує чутливість інтерферометра. Пізніше промені з двох плечей складаються у фотодетекторі, і різниця ходу між ними викликає зміну струму в детекторі.
Одночасно з основним інтерферометром може бути використаний «малий» інтерферометр. Довжина плеча такого інтерферометра вдвоє менша (2 кілометри), а різкість резонаторів Фабрі-Перо в плечах та ж, що і у основного інтерферометра, що відповідає вдвоє меншому часу затухання. Внаслідок зменшення часу, теоретична розрахункова чутливість малого інтерферометра збігається з чутливістю основного інтерферометра на частотах вищих 200 Гц, але вдвічі гірша на низьких частотах.
Обсерваторія в Лівінгстоні працює з одним інтерферометром в основному режимі. В 2004 році цей інтерферометр був успішно удосконалений за рахунок установки, основаної на гідравлічних актюаторах активної системи механічного шумозаглу́шування. Така система забезпечує ослаблення вібрацій на частотах 0,1—5 Гц на порядок. У цій смузі сейсмічні вібрації обумовлені, в основному, мікросейсмічними хвилями і антропогенними джерелами (дорожнім рухом, лісозаготілею і т. д.)
У Генфордській обсерваторії поряд з інтерферометром, ідентичним до Лівінгстонського, використовують також вдвоє менший інтерферометр. Завдяки обмежній сейсмічній активності в південно-східному Вашингтоні, в Генфорді допустимо було продовжувати використовувати пасивну систему шумозаглу́шування.

## Оголошення про реєстрацію гравітаційних хвиль
11 лютого 2016 року науковці обсерваторії LIGO опублікували в журналі Physical Review Letters про успішне виявлення гравітаційних хвиль у сигналі, зареєстрованому о 09:51 UTC 14 вересня 2015 при злитті двох чорних дір масою ~ 30 сонячних мас, яке відбулося 1,3 млрд років тому на відстані більше мільярда світлових років від Землі.

## Цікаві факти
У квітні 2023 року, Уряд Індії схвалив будівництво власного детектора гравітаційних хвиль, який побудують за проєктом американського детектора LIGO, на якому було вперше виявлено гравітаційні хвилі, передбачені Ейнштейном 100 років тому. На будівництво LIGO-India мають намір витратити близько 320 мільйонів доларів. Воно розпочнеться поблизу міста Аундха в штаті Махараштра. За словами розробників, це буде комплекс будівель, включно з L-подібним інтерферометром із 4-кілометровими рукавами. Що важливо розуміти, проєкти будівель уже завершили, дороги до об’єкта підведено, частину обладнання, а саме вакуумні камери, випробувано в лабораторії. Оскільки проєкт LIGO-India стане калькою з проєкту LIGO-USA, то про передачу технологій і проєктної документації сторони, цілком можливо, уже домовились.

## Виноски
1. ↑  Згідно з офіційним джерелом [Архівовано 15 квітня 2016 у Wayback Machine.] у майбутньому перед рециркулятором потужності лазерний промінь буде мати потужність 200 Вт, а не 20 Вт, як на рисунку, крім того, згідно тому ж джерелу [Архівовано 19 квітня 2016 у Wayback Machine.], циркулюча потужність буде дорівнювати 750 кВт, а не 100 кВт, як на рисунку.
2. ↑  Вигляд з космосу
3. ↑  Вигляд з космосу
4. ↑  Гравітаційні хвилі Ейнштейна "побачені" з чорних дір. BBC News. 11.02.2016. Архів оригіналу за 12 лютого 2016. Процитовано 3 жовтня 2017. (англ.)
5. ↑  Castelvecchi, Davide; Witze, Witze (11.02.2016). Гравітаційні хвилі Ейнштейна знайшли нарешті. Nature News. doi:10.1038/nature.2016.19361. Архів оригіналу за 12 лютого 2016. Процитовано 11 лютого 2016.
6. ↑  Gravitational waves detected 100 years after Einstein's prediction (PDF). LIGO. 11 лютого 2016. Архів оригіналу (PDF) за 3 квітня 2016. Процитовано 11 лютого 2016.
7. ↑  Вчені зафіксували гравітаційні хвилі [Архівовано 4 жовтня 2017 у Wayback Machine.] BBC News 11.02.2016
8. ↑  Новий інструмент для дослідження Всесвіту збудують в Індії. // Автор: Олександр Гайдамашко. 30.04.2023, 19:20
9. ↑  LIGO-India
10. ↑  В Індії з'явиться новий інструмент для дослідження Всесвіту — що це означає 12.06.2023, 04:28